# Siratoba sira
Siratoba sira is een spinnensoort in de taxonomische indeling van de wielwebkaardespinnen (Uloboridae).
Het dier behoort tot het geslacht Siratoba. De wetenschappelijke naam van de soort werd voor het eerst geldig gepubliceerd in 1979 door Opell.